# Habibullah Khán
Habibullah Khán (Szamarkand, 1872. június 3. – 1919. február 20.) Afganisztán emírje 1901 és 1919 között.

## Életpályája
Abdul Rahman Khán legidősebb fiaként született. Apját 1901-ben követte az emíri trónon az elsőszülöttségi jog alapján. Habibullah szekuláris reformokat vezetett be országában. Nyugati gyógyászati és technikai újítások meghonosítását is támogatta, amelyeket a hagyományokat őrző törzsi arisztokrácia ellenzett. 
1904-ben megalapította a Habibia Katonai Akadémiát Kabulban. Igyekezett a korábbi kegyetlen büntetéseket és kínvallatásokat mérsékelni és emberségessé tenni. Uralkodásában fordulópontot jelentett, hogy tanácsadóját és belső bizalmasát, Abdul Latefet, hitehagyás vádja alapján 1903-ban kivégezték, ezt követően reformjai lefékeződtek, majd elhaltak.
A későbbiekben folytatta elődei hagyományát, és hatalma gyakorlásában nagymértékben támaszkodott elnyomó, titkosszolgálati eszközökre. 1905-ben barátsági szerződést írt alá Brit Indiával, amit 1907-ben egy látogatással is megerősített. 
Az első világháború alatt végig kitartott országa semlegessége mellett, bár az Oszmán Birodalom és a németek is a Központi Hatalmak oldalán való hadba lépésre ösztönözték. Az első világháború lezárása után szerette volna, ha országa is a győztes hatalmak között foglal helyet a párizsi békekonferenciákon, de ezt tőle és országától az angolok megtagadták. A visszautasítás után nem sokkal egy vadászkirándulás alatt ismeretlen tettesek, éjszaka a sátrában megölték. 
Halála után öccse Naszrullah Khán nyilvánította magát emírré, azonban őt, Habibullah Khán tetterős fia Amanullah Khán, az udvar, a hadsereg és édesanyja segítségével egyheti „uralkodás” után elfogta, és bebörtönözte.